# Daniel Guérin
Daniel Guérin (pronúncia em francês: [ɡeʁɛ̃]) (Paris, 19 de maio de 1904 — Suresnes, 14 de abril de 1988), escritor anarquista francês, teórico do anarcocomunismo, ficou conhecido por suas obras Anarchism: From Theory to Practice e No Gods No Masters: An Anthology of Anarchism, no qual coletou ideias e movimentos inspirados pelos primeiros escritos de Max Stirner desde meados do século XIX até metade do século XX.
Notabilizou-se também por seu posicionamento anti-fascista e anti-colonialista, por seus trabalhos em defesa dos direitos dos homossexuais e por ter apoiado a Confederação Nacional do Trabalho durante a Guerra Civil Espanhola